# Adrien Thomasson
Adrien Thomasson (Bourg-Saint-Maurice, 10 dicembre 1993) è un calciatore francese, centrocampista del Lens.

## Biografia
Nato in Francia, a Bourg-Saint-Maurice, ha origini croate da parte della madre, in quanto lei stessa è nata in Croazia.

## Carriera

### Club
Cresciuto calcisticamente tra le file del Thonon Évian, il 9 giugno 2015 viene acquistato dal Nantes per 800 mila euro, firmando un contratto triennale fino 30 giugno 2018.

## Statistiche

### Presenze e reti nei club
Statistiche aggiornate al 8 dicembre 2024.
| Stagione            | Squadra             | Campionato          | Campionato | Campionato | Coppe nazionali | Coppe nazionali | Coppe nazionali | Coppe continentali | Coppe continentali | Coppe continentali | Altre coppe | Altre coppe | Altre coppe | Totale | Totale |
| Stagione            | Squadra             | Comp                | Pres       | Reti       | Comp            | Pres            | Reti            | Comp               | Pres               | Reti               | Comp        | Pres        | Reti        | Pres   | Reti   |
| ------------------- | ------------------- | ------------------- | ---------- | ---------- | --------------- | --------------- | --------------- | ------------------ | ------------------ | ------------------ | ----------- | ----------- | ----------- | ------ | ------ |
| 2011-2012           | Thonon Évian        | L1                  | 3          | 0          | -               | -               | -               | -                  | -                  | -                  | -           | -           | -           | 3      | 0      |
| 2012-2013           | Thonon Évian        | L1                  | 0          | 0          | CF              | 0               | 0               | -                  | -                  | -                  | -           | -           | -           | 0      | 0      |
| 2013-2014           | Vannes              | CN                  | 27         | 8          | CF              | 2               | 1               | -                  | -                  | -                  | -           | -           | -           | 29     | 9      |
| 2014-2015           | Thonon Évian        | L1                  | 21         | 2          | CF+CL           | 2+1             | 0               | -                  | -                  | -                  | -           | -           | -           | 29     | 9      |
| Totale Thonon Évian | Totale Thonon Évian | Totale Thonon Évian | 24         | 2          |                 | 3               | 0               |                    | -                  | -                  |             | -           | -           | 27     | 2      |
| 2015-2016           | Nantes              | L1                  | 34         | 2          | CF+CL           | 4+1             | 1+0             | -                  | -                  | -                  | -           | -           | -           | 39     | 3      |
| 2016-2017           | Nantes              | L1                  | 29         | 2          | CF+CL           | 2+2             | 0+1             | -                  | -                  | -                  | -           | -           | -           | 33     | 1      |
| 2017-2018           | Nantes              | L1                  | 36         | 5          | CF+CL           | 1+1             | 2+0             | -                  | -                  | -                  | -           | -           | -           | 38     | 7      |
| Totale Nantes       | Totale Nantes       | Totale Nantes       | 99         | 9          |                 | 11              | 4               |                    | -                  | -                  |             | -           | -           | 110    | 13     |
| 2018-2019           | Strasburgo          | L1                  | 34         | 5          | CF+CL           | 0+4             | 0               | -                  | -                  | -                  | -           | -           | -           | 38     | 5      |
| 2019-2020           | Strasburgo          | L1                  | 25         | 8          | CF+CL           | 2+1             | 1+0             | UEL                | 4                  | 1                  | -           | -           | -           | 32     | 10     |
| 2020-2021           | Strasburgo          | L1                  | 37         | 5          | CF              | 0               | 0               | -                  | -                  | -                  | -           | -           | -           | 37     | 5      |
| 2021-2022           | Strasburgo          | L1                  | 31         | 8          | CF              | 2               | 0               | -                  | -                  | -                  | -           | -           | -           | 33     | 8      |
| 2022-gen.2023       | Strasburgo          | L1                  | 15         | 0          | CF              | 1               | 0               | -                  | -                  | -                  | -           | -           | -           | 16     | 1      |
| Totale Strasburgo   | Totale Strasburgo   | Totale Strasburgo   | 142        | 26         |                 | 10              | 1               |                    | 4                  | 1                  |             | -           | -           | 156    | 28     |
| gen.-giu. 2023      | Lens                | L1                  | 20         | 5          | CF              | 3               | 1               | -                  | -                  | -                  | -           | -           | -           | 23     | 6      |
| 2023-2024           | Lens                | L1                  | 29         | 1          | CF              | 1               | 0               | UCL+UEL            | 5+0                | 1+0                | -           | -           | -           | 35     | 1      |
| 2024-2025           | Lens                | L1                  | 14         | 2          | CF              | 0               | 0               | UECL               | 2                  | 0                  | -           | -           | -           | 16     | 2      |
| Totale Lens         | Totale Lens         | Totale Lens         | 63         | 8          |                 | 4               | 1               |                    | 7                  | 1                  |             | -           | -           | 74     | 10     |
| Totale carriera     | Totale carriera     | Totale carriera     | 355        | 53         |                 | 30              | 7               |                    | 11                 | 2                  |             | -           | -           | 396    | 62     |

## Palmarès

### Competizioni nazionali
- Coppa di Lega francese: 1

Strasburgo: 2018-2019